# Peter Glotz

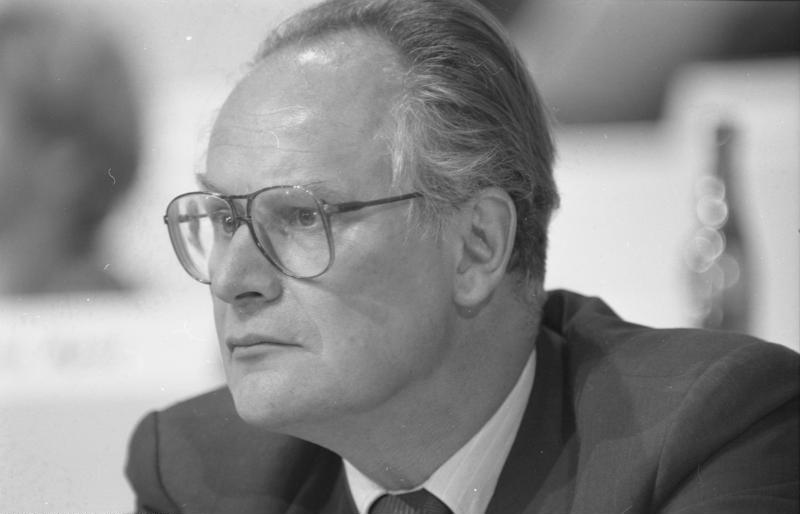
Peter Glotz, 1988

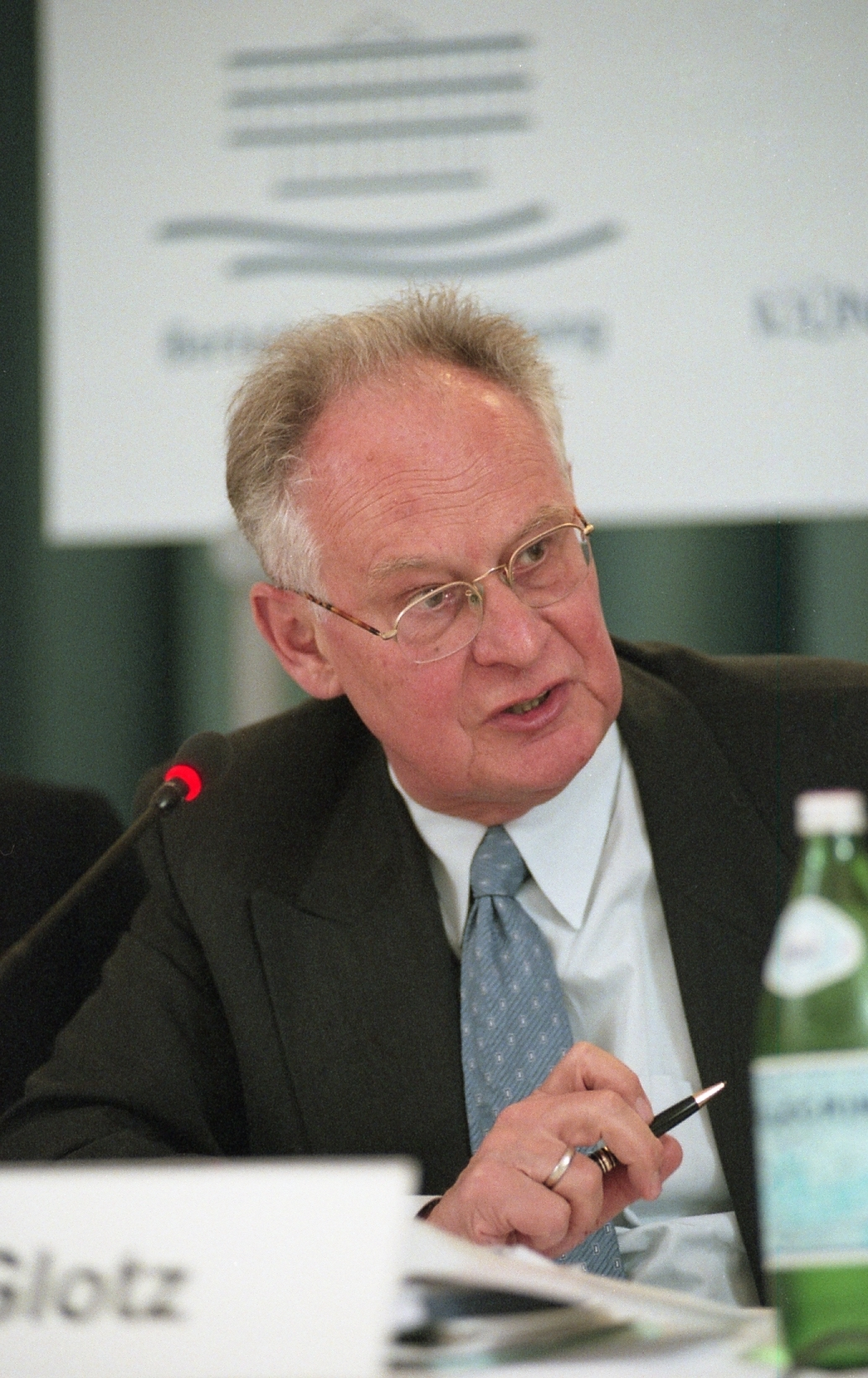
Peter Glotz, 2000

Peter Glotz (* 6. März 1939 in Eger, Reichsgau Sudetenland; † 25. August 2005 in Zürich, Schweiz) war ein deutscher Politiker (SPD), Publizist und Kommunikationswissenschaftler.
Er war Mitglied des Bayerischen Landtags, des Deutschen Bundestages und des Bundesrates, Parlamentarischer Staatssekretär beim Bundesminister für Bildung und Wissenschaft, Senator für Wissenschaft und Forschung in West-Berlin und Bundesgeschäftsführer der SPD. Nach seinem Ausscheiden aus der aktiven Politik wirkte Glotz als Gründungsrektor der Universität Erfurt und Professor an der Universität St. Gallen.

## Leben

### Ausbildung und Beruf
Der Vater von Glotz war ein deutscher Versicherungsangestellter, die Mutter Zdenka Edita Glotzová Tschechin. Nach der Vertreibung seiner Familie aus der Tschechoslowakei gelangte Glotz im Jahr 1945 nach Eckersdorf in Oberfranken. Das Gymnasium besuchte er in Bayreuth und Hannover, wo er im Jahr 1959 das Abitur ablegte. Anschließend absolvierte er ein Studium der Zeitungswissenschaft, Philosophie, Germanistik und Soziologie an den Universitäten München und Wien, welches er im Jahr 1964 als Magister Artium im Fach Zeitungswissenschaft beendete. Er arbeitete bis 1970 als wissenschaftlicher Assistent von Otto B. Roegele am Institut für Zeitungswissenschaft der Universität München, wo 1968 auch seine Promotion zum Dr. phil. mit der Arbeit Buchkritik in deutschen Zeitungen erfolgte.
Mit Regisseur Reinhard Hauff und Volker Koch schrieb er 1969 das Drehbuch für das Film-Drama Die Revolte.
In den Jahren 1969 bis 1970 war er Konrektor der Universität München. Anschließend war er bis 1972 Geschäftsführer eines Forschungsinstituts in München.
Nach seinem Ausscheiden aus dem Bundestag 1996 war Glotz bis 1999 der erste Rektor der wieder eingerichteten Universität Erfurt. Erfolge erzielte er dort vor allem mit dem Aufbau der philosophischen und staatswissenschaftlichen Fakultät, dem Max-Weber-Kolleg sowie beim Bau der Bibliothek und bei Kontakten zur Wirtschaft. In den Jahren 2000 bis 2004 war er ständiger Gastprofessor für Medien und Gesellschaft am Institut für Medien- und Kommunikationsmanagement der Universität St. Gallen (Schweiz). Als Vertreter des Bundeskanzlers war Glotz von 2001 bis 2002 Mitglied des Europäischen Verfassungskonvents zur Ausarbeitung einer Europäischen Verfassung. Seit 2000 war er gemeinsam mit Erika Steinbach Vorsitzender der Stiftung Zentrum gegen Vertreibungen. Er war Kurator der Initiative Neue Soziale Marktwirtschaft und wirkte zuletzt als freier Publizist, Autor und Herausgeber, beispielsweise der Neue Gesellschaft/Frankfurter Hefte.
Zusammen mit Heinz Klaus Mertes moderierte er auf RTL von 1996 bis 1997 die Polit-Talkshow Im Kreuzfeuer und im Jahr 2005 gemeinsam mit Heiner Geißler die monatliche Politsendung Glotz & Geißler auf n-tv. Von 2004 bis zu seinem Tod gehörte Peter Glotz dem Präsidium der Deutsch-Arabischen Gesellschaft an.

### Familie
Glotz heiratete im Jahr 1976 die damalige Bundestagsabgeordnete Anke Martiny in zweiter Ehe. In dritter Ehe war er seit 1991 mit Felicitas Walch verheiratet; dieser Verbindung entstammt der Sohn Lion.
Glotz starb im Beisein seiner Angehörigen mit 66 Jahren am 25. August 2005 im Universitätsspital Zürich an einem Plattenepithel-Karzinom in der Lunge.

### Partei
Seit dem Jahr 1961 war Glotz Mitglied der SPD. Von 1972 bis 1976 war er stellvertretender Landesvorsitzender der bayerischen Landesverbandes. Nach einer kurzen Amtszeit als Landesvorsitzender der SPD Berlin im Jahr 1981 war er anschließend bis 1987 SPD-Bundesgeschäftsführer. Schließlich amtierte Glotz in den Jahren 1987 bis 1991 als SPD-Bezirksvorsitzender in Südbayern.

### Abgeordneter
Vom 3. Dezember 1970 bis zum 7. Dezember 1972 gehörte Peter Glotz dem Bayerischen Landtag in dessen 7. Wahlperiode an, gewählt über die SPD-Liste des Wahlkreises Oberbayern. Vom 13. Dezember 1972 bis zum 16. Mai 1977 und erneut vom 29. März 1983 bis zum 24. September 1996 war er Mitglied des Deutschen Bundestages; dabei erlangte er sein Mandat stets über die Landesliste der SPD Bayern.

### Öffentliche Ämter
Vom 16. Mai 1974 bis zum 16. Mai 1977 amtierte Glotz als Parlamentarischer Staatssekretär beim Bundesminister für Bildung und Wissenschaft. Am 12. Mai 1977 wurde er vom Abgeordnetenhaus von Berlin auf Vorschlag des neuen Regierenden Bürgermeisters Dietrich Stobbe zum Senator für Wissenschaft und Forschung gewählt. Am 23. Januar 1981 schied er mit dem Amtsantritt des nachfolgenden Senats unter Führung von Hans-Jochen Vogel aus dem Amt. In seiner Eigenschaft als Mitglied der Berliner Landesregierung war er im selben Zeitraum auch stellvertretendes Mitglied des Bundesrates.

### Politisches
Glotz wurde von Medienvertretern als „Vordenker“ der Sozialdemokratie bezeichnet, obwohl ihm diese in seinen Ideen nur ungern und meist gar nicht folgte. In den 1970er Jahren profilierte er sich in Auseinandersetzungen mit den Jungsozialisten in der SPD. Im Januar 1978 war er Teilnehmer am Tunix-Kongress in Berlin, bei dem die Linke nach den Geschehnissen des Deutschen Herbstes zukünftige Strategien und Ausrichtungen diskutierte. Als Bundesgeschäftsführer versuchte er der SPD neue Impulse („Kampagnenfähigkeit“) zu geben, die er mit jeweils aktuellen sozialwissenschaftlichen Thesen und Erkenntnissen abzusichern versuchte (ein wichtiges Stichwort in diesem Zusammenhang war Informationsgesellschaft). Diesen Bemühungen war zwar bei den von Glotz als Bundesgeschäftsführer verantworteten Kampagnen zu den Bundestagswahlen 1983 und 1987 kein Wahlerfolg beschieden, doch machte er damit die politikwissenschaftliche Beratung und Legitimation zum Standard für die Arbeit seiner Partei. Er veröffentlichte eine Reihe von Büchern sowie Aufsätze und Artikel in Zeitschriften und Zeitungen (Die Zeit, der Freitag).
Im Jahr 1995 kritisierte Peter Glotz in einem Kommentar im Magazin Der Spiegel scharf die Pläne zur NATO-Osterweiterung, die er als unnötig und als „Förderprogramm für großrussische Nationalisten“ bezeichnete, es werde „die Russen neurotisieren“ und „das demokratische Experiment in Russland abwürgen“.
Glotz war zu Beginn seiner Parteilaufbahn dem linken Flügel zuzurechnen, mit zunehmendem Alter näherte er sich jedoch neoliberalen Positionen an. So gehörte er in der SPD zu den Vorkämpfern für die Einführung von Studiengebühren (Im Kern verrottet? Fünf vor zwölf an Deutschlands Universitäten. 1996). Ebenso unterstützte er die Agenda 2010 der rot-grünen Bundesregierung und forderte weiter gehende Reformen in der Arbeits- und Wirtschaftspolitik. Weiterhin war er im Auftrag der SPD-geführten Bundesregierung an der Ausarbeitung einer letztlich nicht in Kraft getretenen Europäischen Verfassung beteiligt. Glotz befürwortete die Errichtung eines Zentrums gegen Vertreibungen in Berlin und war seit September 2000 (gemeinsam mit der Präsidentin des Bundes der Vertriebenen Erika Steinbach) Vorsitzender der zu diesem Zweck gegründeten Stiftung.

## Schriften
- Buchkritik in deutschen Zeitungen (= Schriften zur Buchmarkt-Forschung. Band 14). Verlag für Buchmarkt-Forschung, Hamburg 1968, DNB 481608419 (Dissertation Universität München, Philosophische Fakultät, 27. September 1968, 226 Seiten).[6]
- mit Wolfgang R. Langenbucher (Hrsg.): Versäumte Lektionen. Entwurf eines Lesebuches. S. Mohn Verlag, Gütersloh 1965.
- mit Wolfgang R. Langenbucher: Der missachtete Leser. Zur Kritik der deutschen Presse. Kiepenheuer und Witsch, Köln und Berlin 1969.
- mit Wolfgang R. Langenbucher (Hrsg.): Vorbilder für Deutsche. Korrektur einer Heldengalerie. R. Piper, München 1974.
- Der Weg der Sozialdemokratie. Der historische Auftrag des Reformismus. Molden, Wien 1975.
- Die Innenausstattung der Macht. Politisches Tagebuch 1976–1978. Steinhausen, München 1979.
- Die Arbeit der Zuspitzung. Über die Organisation einer regierungsfähigen Linken. Berlin, Siedler 1984.
- Manifest für eine Neue Europäische Linke. Siedler, Berlin 1985.
- Die Zuspitzung der Arbeit. Fünf Thesen zur Arbeitsgesellschaft und ihrer Zukunft. In: Kurt van Haaren, Hans-Ulrich Klose, Michael Müller (Hrsg.): Befreiung der Arbeit. Strategien gegen Arbeitslosigkeit, Naturzerstörung und Entfremdung. Neue Gesellschaft, Bonn 1986, S. 41–47.
- mit Eberhard Lämmert und Jörn Rüsen (Hrsg.): Die Zukunft der Aufklärung. Suhrkamp, Frankfurt am Main 1988.
- Die deutsche Rechte. Eine Streitschrift. Deutsche Verlags-Anstalt, Stuttgart 1989.
- Der Irrweg des Nationalstaats. Europäische Reden an ein deutsches Publikum. DVA, Stuttgart 1990.
- Die Linke nach dem Sieg des Westens. DVA, Stuttgart 1992.
- Konrad Seitz, Peter Glotz, Rita Süssmuth: Die planlosen Eliten: versäumen die Deutschen die Zukunft? Stiebner, München 1992.
- Im Kern verrottet? Fünf vor zwölf an Deutschlands Universitäten. DVA, Stuttgart 1996.
- Die Jahre der Verdrossenheit. Politisches Tagebuch. DVA, Stuttgart 1996.
- Die Benachrichtigung der Deutschen. Aktuelle Fernsehberichterstattung zwischen Quoten- und Zeitzwang. Institut für Medienentwicklung und Kommunikation in der Verlagsgruppe Frankfurter Allgemeine Zeitung, Frankfurt am Main 1998.
- Die beschleunigte Gesellschaft. Kulturkämpfe im digitalen Kapitalismus. Kindler, München 1999.
- Von Analog nach Digital. Unsere Gesellschaft auf dem Weg zur digitalen Kultur. Huber, Frauenfeld 2001.
- Ron Sommer. Der Weg der Telekom. Hoffmann und Campe, Hamburg 2001, ISBN 3-455-09332-9.
- Die Vertreibung. Böhmen als Lehrstück. Ullstein, München 2003, ISBN 3-550-07574-X.
- Der Wissensarbeiter. Essays zur politischen Strategie. Vorwort von Wolf Lepenies. Huber, Frauenfeld 2004, ISBN 3-7193-1351-4.
- mit Robin Meyer-Lucht (Hrsg.): Online gegen Print. Zeitung und Zeitschrift im Wandel (= Medien und Märkte. Band 12). UVK, Konstanz 2004, ISBN 978-3-89669-443-0.
- Von Heimat zu Heimat. Erinnerungen eines Grenzgängers. Econ, Berlin 2005, ISBN 3-430-13258-4.
- (Hrsg.) mit Stefan Bertschi und Christopher Locke: Daumenkultur: Das Mobiltelefon in der Gesellschaft. Transcript Verlag, Bielefeld 2006, ISBN 978-3-899424737 (Aufsatzsammlung aus dem Englischen).
- Das Gespräch ist die Seele der Demokratie. Beiträge zur Kommunikations-, Medien- und Kulturpolitik. Hrsg. von Wolfgang R. Langenbucher und Hans Wagner. Nomos Verlagsgesellschaft, Baden-Baden 2014, ISBN 978-3-8487-1557-2.[7]

## Auszeichnungen
- 1968: Kurt-Magnus-Preis der ARD für die Sendereihe Presse und Demokratie (gemeinsam mit Wolfgang R. Langenbucher)[8]
- 1986: Großes Bundesverdienstkreuz
- 1991: Bayerischer Verdienstorden
- 2006: postume Verleihung der Ehrenplakette des Bundes der Vertriebenen (BdV) für sein Engagement zugunsten eines Zentrums gegen Vertreibungen